# Langschnabeligel
Die Langschnabeligel, auch Langschnabel-Ameisenigel (Zaglossus), sind eine Gattung eierlegender Säugetiere aus der Familie der Ameisenigel (Tachyglossidae). Über die Anzahl der Arten herrscht Unklarheit, man geht heute meist von drei rezenten Arten aus.

## Beschreibung

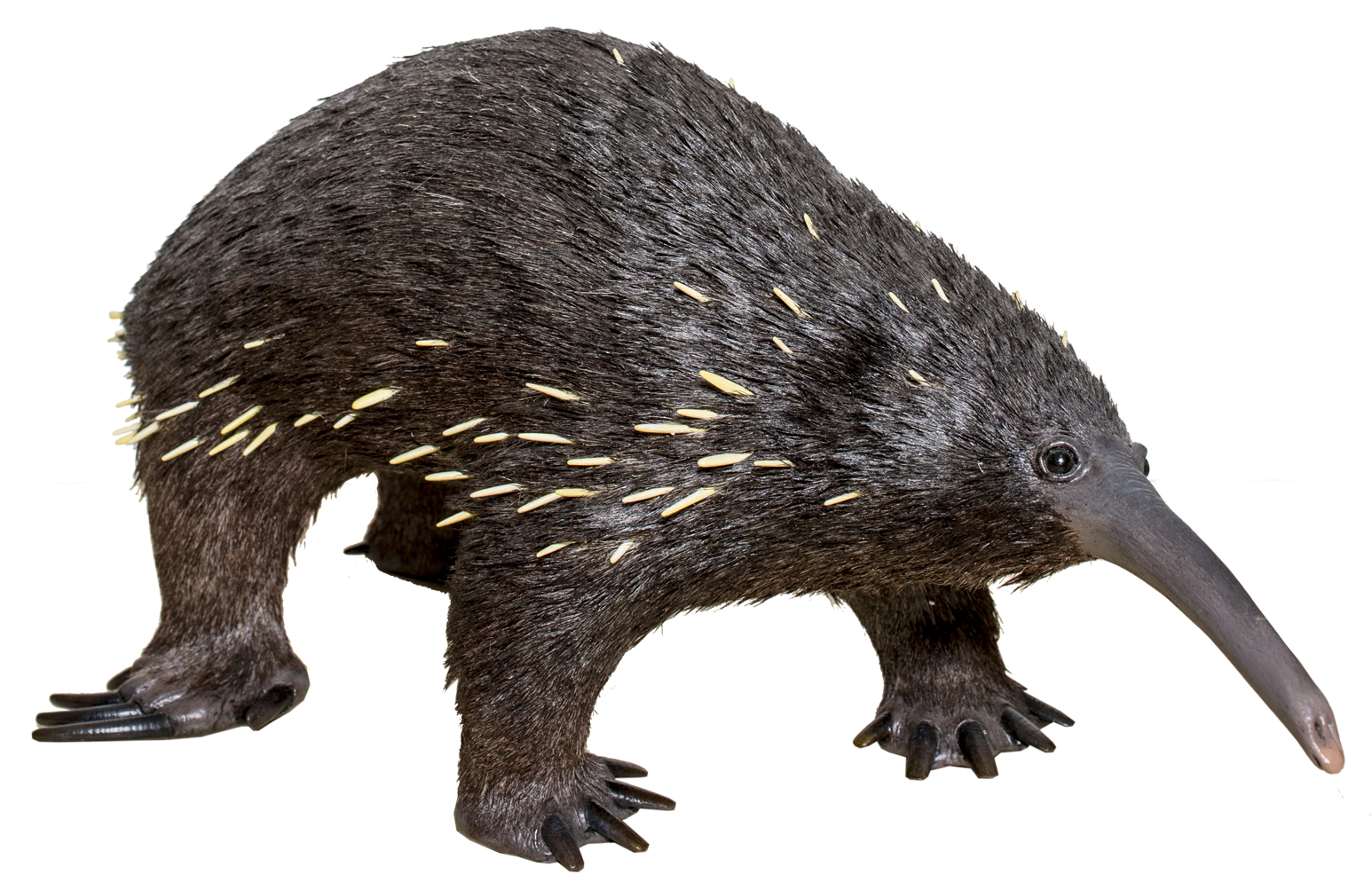
Barton-Langschnabeligel (Zaglossus bartoni)

Langschnabeligel erreichen eine Kopfrumpflänge von 45 bis 77 Zentimeter und ein Gewicht von 5 bis 16 Kilogramm. Die Schulterhöhe beträgt 40 cm. Teilweise sind die vierte und fünfte Kralle an Vorder- und Hinterfüßen zurückgebildet, ein charakteristisches Merkmal, durch das sich die drei Arten leicht unterscheiden lassen. Im Gegensatz zum Kurzschnabeligel sind ihre Stacheln kürzer, spärlicher vorhanden und teilweise im Fell verborgen. Zudem sind Langschnabeligel hochbeiniger. Auch ist die röhrenförmige Schnauze länger und deutlich nach unten gebogen; sie verfügt über einen exzellent ausgebildeten Geruchssinn. Die Ohrmuscheln sind klein. Das Fell ist braun oder schwarz.

## Verbreitung und Lebensweise
Langschnabeligel sind auf Neuguinea endemisch, wo sie vor allem Waldgebiete bewohnen, aber auch in Hochgebirgslagen bis 4000 Meter Seehöhe vorkommen können. Diese Tiere sind dämmerungs- oder nachtaktiv und leben außerhalb der Paarungszeit einzelgängerisch. Ihre Nahrung besteht in erster Linie aus Regenwürmern, die sie mit ihrer langen, klebrigen Zunge aufnehmen, wobei ihnen kleine Widerhaken an der Zunge helfen. Etwa einen Monat nach der Paarung wird ein 17 mm großes Ei in den Brutbeutel gelegt. Circa eine Woche später schlüpft das Jungtier und bleibt ungefähr zehn Tage im Beutel. Nach weiteren zehn Tagen verlässt das Junge den Beutel und befindet sich die nächsten Wochen über in einem Nest; die Mutter sorgt während dieser Zeit weiterhin für ihren Nachwuchs. Das höchste je erreichte Alter eines Langschnabeligels in Gefangenschaft betrug 31 Jahre, für die freie Wildbahn liegen keine Zahlen vor.

## Bedrohung
Durch Waldrodungen wird ihr Lebensraum immer weiter eingeschränkt. Hinzu kommt, dass das Fleisch der Langschnabeligel als Delikatesse gilt. Speziell trainierte Hunde jagen die Tiere und bringen sie zur Strecke. Die International Union for Conservation of Nature listet sie als bedroht (endangered).

## Systematik
Die Langschnabeligel bilden zusammen mit dem in Australien lebenden Kurzschnabeligel die Familie der Ameisenigel. Über die Anzahl der Arten der Langschnabeligel herrscht Unklarheit. Früher ging man von mehreren Arten aus, später fasste man alle zu einer Art, dem Langschnabeligel (Zaglossus bruijni) zusammen. Heute werden drei rezente und eine nur fossil bekannte Art unterschieden:
- Barton-Langschnabeligel (Zaglossus bartoni)
- Westlicher Langschnabeligel (Zaglossus brujini)
- Attenborough-Langschnabeligel (Zaglossus attenboroughi).
- †Zaglossus robustus (Tasmanien im Pleistozän, durch einen fossilen Schädel bekannt, vermutlich ca. 65 cm lang)

Für detaillierte Informationen siehe Ameisenigel.